# Bradley Nowell
Bradley James Nowell (22. února 1968 Long Beach – 25. května 1996 San Francisco) byl americký hudebník, zpěvák a frontman americké rockové skupiny Sublime.

## Životopis
Narodil se 22. února 1968 ve čtvrti Belmont Shore v kalifornském Long Beach, kde i vyrůstal. Již v mladém věku se začal zajímat o hudbu. V roce 1988 založil s baskytaristou Ericem Wilsonem a bubeníkem Budem Gaughem rockovou skupinu Sublime. S ostatními členy se seznámil během studií na Kalifornské státní univerzitě v Long Beach.
Po hudebním úspěchu kapely začal brát heroin. Ten mu doporučovali ostatní hudebníci, kteří tvrdili, že mají při něm kreativní nápady. Téma této závislosti se často objevovalo v písních skupiny.
Byl ve vztahu s Troy Dendekkerovou, se kterou měl syna Jakoba Nowella. Pár měl svatbu týden před Nowellovou smrtí.
Ještě za života se skupinou vydal dvě studiová alba – 40oz. to Freedom a Robbin' the Hood. Obě alba zaznamenala kritický i komerční úspěch.
Zemřel 25. května 1996 na předávkování heroinem v hotelu v San Franciscu, během turné skupiny. Po smrti byl zpopelněn a rozptýlen na jeho oblíbeném surfařském místě v kalifornském Surfside. Po jeho smrti bylo vydané několik skladeb a třetí studiové album Sublime.

## Diskografie

### Studiová alba
- 40oz. to Freedom (1992)
- Robbin' the Hood (1994)
- Sublime (1996)